# Eugène Plet
Pour les articles homonymes, voir Plet.
Eugène Plet (né le 7 février 1952 à Saint-Pierre-des-Landes en Mayenne,) est un coureur cycliste français, professionnel de 1976 à 1981.

## Biographie
Eugène Plet commence la compétition cycliste à l'âge de dix-sept ans au sein de l'OCC Laval. Il dispute sa première course en 1969 à Domagné, qu'il remporte.

## Palmarès
- 1974
  - 3e du Tour d'Ille-et-Vilaine
- 1975
  - 3e de la Flèche finistérienne
  - 3e du Tour de l'Essonne
- 1983
  - 3e du Circuit des Remparts
- 1984
  - 3e du Grand Prix de Fougères
- 1985
  - 2e de la Flèche finistérienne
  - 3e du Trophée de la Manche

## Résultats sur les grands tours

### Tour de France
3 participations
- 1976 : abandon (6e étape)
- 1977 : 36e
- 1978 : 66e

### Tour d'Italie
1 participation
- 1979 : 68e